# Raúl Belén
Raúl Oscar Belén (* 1. Juli 1931 in Santa Fe; † 22. August 2010 in Rosario) war ein argentinischer Fußballspieler. Mit der Nationalmannschaft seines Heimatlandes nahm er an der Fußball-Weltmeisterschaft 1962 teil.

## Karriere

### Vereinskarriere
Raúl Belén begann seine fußballerische Laufbahn im Jahre 1951 bei den Newell’s Old Boys in seiner Heimatstadt Rosario, der drittgrößten Stadt Argentiniens. Für den Verein, der zur damaligen Zeit eher im unteren Bereich der Primera División zu finden war, absolvierte Belén insgesamt 113 Spiele, in denen ihm 27 Tore gelangen, wobei jedoch auch seine erneute Zeit bei dem Verein zwischen 1965 und 1966 eingerechnet ist. Nachdem er also bis ins Jahr 1956 in Rosario gespielt hatte, wechselte er im letztgenannten Jahr zu dem Racing Club de Avellaneda, einem industriellen Vorort von Argentiniens Hauptstadt Buenos Aires. Mit dem Racing Club, wo er unter anderem zusammen spielte mit anderen argentinischen Fußballgrößen der damaligen Zeit wie Roberto Perfumo, Pedro Manfredini und Humberto Maschio, gelang Belém 1958 erstmals in seiner Karriere der Gewinn der argentinischen Fußballmeisterschaft. Der Racing Club belegte in der Endtabelle den ersten Rang mit drei Punkten Vorsprung vor den zweitplatzierten Boca Juniors. Drei Jahre darauf gelang ein zweiter Titelgewinn für Belén und den Racing Club. In der Saison 1961 belegte man den ersten Rang mit sieben Punkten vor CA San Lorenzo de Almagro. Dieser Titelgewinn berechtigte zur Teilnahme an der Copa Libertadores des folgenden Jahres, wo man allerdings bereits in der Vorrunde in einer Gruppe mit Nacional Montevideo und Sporting Cristal als Zweiter hinter den Uruguayern ausschied, während der FC Santos aus Brasilien den wichtigsten Wettbewerb für Vereinsmannschaften in Südamerika gewann. Im Jahre 1967 gewann der Racing Club zum ersten und bis heute einzigen Mal die Copa Libertadores, doch zu dem Zeitpunkt hatte Raúl Belén seine aktive Laufbahn bereits beendet. Nachdem er 1965 zurück zu den Newell’s Old Boys gewechselt war, beendete er bei seinem Heimatverein seine Laufbahn im Jahre 1966.

### Nationalmannschaft
In der argentinischen Fußballnationalmannschaft wurde Raúl Belén zwischen 1959 und 1963 31 Mal eingesetzt. In diesen 31 Spielen gelangen dem Angreifer neun Tore. Von Argentiniens Nationaltrainer Juan Carlos Lorenzo wurde er ins Aufgebot der Südamerikaner für die Fußball-Weltmeisterschaft 1962 in Chile berufen. Bei dem Turnier, bei dem Argentinien bereits in der Vorrunde scheiterte, kam er in zwei der drei Spiele zum Einsatz. Sowohl beim 1:0 im ersten Gruppenspiel in Rancagua gegen Bulgarien (1:0) als auch im zweiten Gruppenspiel gegen England (1:3) wurde er eingesetzt, im letzten Spiel Argentiniens gegen Ungarn (0:0) wurde Belén nicht berücksichtigt. Im Jahr nach der Weltmeisterschaft kam er noch zu einigen Einsätzen, ehe er seine Nationalmannschaftskarriere 1963 beendete. Drei Jahre zuvor hatte er bereits an der Copa América teilgenommen. Die Copa América 1959, bei der alle Spiele im Estadio Monumental von Buenos Aires stattfanden, wurde von Argentinien gewonnen. Raúl Belén gelangen dabei drei Tore, eines beim 6:1 gegen Chile und eines beim 4:1 gegen Uruguay.